# 17115 Justiniano
17115 Justiniano este o planetă minoră (asteroid), cu un diametru de 3,968 km, din centura de asteroizi. A fost descoperită pe 10 mai 1999 la Experimental Test Site⁠(d) de Lincoln Near-Earth Asteroid Research. 
Obiectul prezintă o orbită caracterizată de o semiaxă mare de 2,9025331 UAi, o excentricitate de 0,07, o înclinație de 1,59702 ° în raport cu ecliptica.